# Casa Vicens
Casa Vicens in Barcelona (Spanje) was het eerste belangrijke bouwwerk van de architect Antoni Gaudí en behoort tot het Modernisme Català, de Catalaanse variant van de art-nouveau- en jugendstilbeweging. In 2005 werd het, samen met andere werken van Gaudí, door UNESCO op de Werelderfgoedlijst geplaatst.
Casa Vicens ligt aan de Carrer de les Carolines op nummer 24 in de wijk Gràcia en werd tussen 1883 en 1889 gebouwd, in opdracht van de tegelfabrikant Manuel Vicens i Montaner. Het huis is gebouwd in een mengeling van stijlen. Het onderste deel van het huis, dat slechts twee etages telt, is gebouwd in traditionele Spaanse stijl. Het gedeelte erboven vertoont de Arabische invloeden van de mudejarstijl. Casa Vicens is rijkelijk versierd met in geometrische vormen aangebrachte keramiek tegels. De tegels werden door Gaudí ontworpen naar het voorbeeld van de afrikaantjes (Tagetes patula) die op het terrein groeiden.
Dat het huis een mengeling van stijlen vertoont, is wellicht ook het gevolg van de verbouwing/vergroting die rond 1924/1925, in opdracht van de familie Jover, werd uitgevoerd door de architect Juan Bautista de Serra Martinez.
Het huis is niet bepaald klein te noemen: een souterrain van 302,5 m², een begane grond van 332,1 m² met een terras van 22,45 m², een 1e verdieping van 255,9 m² met een terras van 79,6 m² en een 2e verdieping van 273,85 m².
Opvallend is dat de gevel weelderig versierd is met kleine erkers die iets uitspringen. De muren zijn gemaakt van okerkleurige natuursteen geplaatst achter eenvoudige baksteen. De torens zijn beschilderd met Spaanse taferelen.
Het oorspronkelijke meubilair vertoont invloeden uit de Moorse cultuur, vermengd met westerse invloeden. Gaudí liet zich inspireren door de natuur. Er zijn bijvoorbeeld vogel- en kersenmotieven gebruikt. Er zijn echter ook enkele kamers bemeubeld in jugendstil. Het smeedijzeren hek, ontworpen door Gaudí zelf, werd gemaakt naar kleimodellen van dwergpalmbladeren zoals die op het terrein stonden. Het hek doet wel denken aan de jugendstil.
Casa Vicens werd bewoond tot 2007. In 2014 werd het gebouw gekocht door de Andorese bank MoraBanc die het liet restaureren. Sinds het najaar van 2017 is Casa Vicens opengesteld voor het publiek.